# Pol Roger

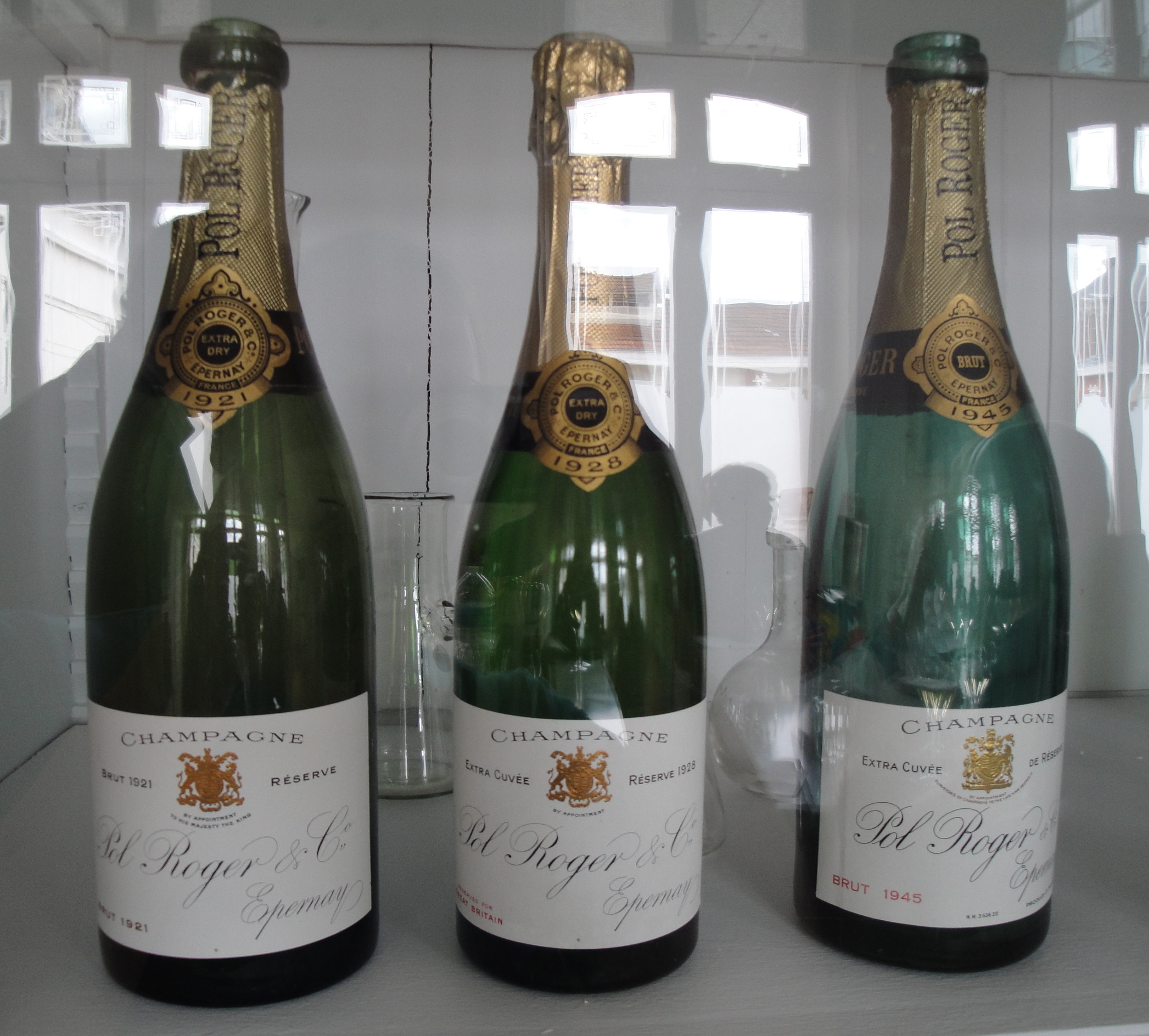
Bottiglie di champagne dell'azienda Pol Roger dal 1921, 1928, e 1945

Pol Roger è un produttore francese di champagne. Il marchio è di proprietà e gestito dai discendenti di Pol Roger, fondatore dell'azienda. Situato nella città di Épernay nella regione dello Champagne, la casa produce annualmente circa 110.000 casse di Champagne. 

## Storia
Pol Roger nacque il 24 dicembre 1831, figlio di un avvocato. Cominciando come grossista di vino, aprì la sua attività produttiva di champagne nel 1849, con le prime bottiglie prodotte nel 1853. 
I proprietari di Pol Roger sono membri del Primum Familiae Vini. Pol Roger detiene l'attuale Royal Warrant come fornitori di champagne alla Regina Elisabetta II.

## Champagne
La Pol Roger è famosa per essere "la cantina più fredda di Champagne", per l'uso di temperature piuttosto basse nella fase di prima fermentazione. Pol Roger infatti vanta le cantine più profonde  (ad oltre -30 m) e fredde (tra i 9 e i 10 °C) di Champagne, il che renderebbe migliore la maturazione dei vini e più fine la bollicina, almeno per quanto riguarda il proprio standard di produzione. Il successivo rémuage, rigorosamente manuale, è un’altra delle peculiarità di Pol Roger, nel cui staff figurano ben 4 dei 15 rémuer ufficiali ancora operanti oggi in Champagne. Dopo il dégorgement, le bottiglie riposano 3 mesi i non millesimati, 6 i vintage e 12 il Sir Winston. Lo chef de cave è Dominique Petit, con una solida esperienza precedente in Krug.